# Wiggle Ltd
Wiggle es una tienda en línea de Reino Unido que se dedica a la venta de material deportivo. Tiene su sede central en Portsmouth, Gran Bretaña,y opera en 80 territorios, 10 idiomas y 15 monedas diferentes.  La empresa fue fundada en 1999 por Mitch Dall y Harvey Jones, y se ha convertido en una de las mayores tiendas  ciclistas y de productos de deporte de todo el Reino Unido, además de contar con una parte importante del mercado internacional.

## Historia
En 1999, Mitch Dall y Harvey Jones decidieron lanzar la web de Wiggle, para la venta de productos de la tienda ciclista, Butlers Cycles, que llevaba Dall en Portsmouth. Al principio, ofrecían todo aquello que se pudiera vender. Al decidirse por especializarse en las bicicletas, alcanzaron un gran éxito y en 2003 decidieron dedicarse a la venta exclusiva en línea. Desde sus orígenes, Wiggle Ltd han añadido las categorías de running, natación y triatlón, con un total de 40.000 productos diferentes aproximadamente skus en cualquier momento dado, incluyendo componentes, ropa, calzado, y computadoras deportivas.
En 2006, Wiggle llegó a un acuerdo con la empresa ISIS para la inversión en la expansión de la empresa,  por el que ISIS adquiría el 42% de las acciones de la empresa, valorando a la misma en casi 30 millones de libras esterlinas en aquel momento. En diciembre de 2011, bajo el liderazgo del presidente, Humphrey Cobbold, la empresa inversora Bridgepoint Capital pasó a ser el accionariado mayoritario de la empresa.

## Productos
Wiggle ofrece una amplia gama de marcas deportivas, incluyendo Cinelli, Shimano, Garmin, Boardman Bikes y Colnago, así como también dos de sus propias marcas, las bicis Verenti y los artículos deportivos dhb.